# Eberbach-Wœrth
Pour les articles homonymes, voir Eberbach et Woerth.
Eberbach près Wœrth (abrégé officiellement en Eberbach-Wœrth) est une ancienne commune française du Bas-Rhin, associée à Gundershoffen depuis 1973.

## Géographie

### Localisation
Commune associée à Gundershoffen, située à 5,1 km.

### Géologie et relief
Gundershoffen, avec ses deux hameaux et ses communes associées, se situe dans le bassin de la Zinsel du Nord, dans le secteur des collines qui s'appuient sur le massif des Vosges du Nord.

### Sismicité
Commune située dans une zone de sismicité modérée.

### Hydrographie et les eaux souterraines
- Nappe phréatique rhénane : Le réseau hydrographique alsacien[4].
- Le Falkensteinerbach,
- la Zinsel du Nord.

### Climat
Climat classé Cfb dans la classification de Köppen et Geiger.

### Voies de communications et transports

#### Voies routières
- Départementale 1062 Gundershoffen > Haguenau[5],
- Départementale 662 Gundershoffen > Reichshoffen.

#### Transports en commun
- Transports en Alsace.
- Fluo Grand Est.
- Gare de Gundershoffen
- TER Alsace,
- Gare de Mertzwiller,
- Gare de Haguenau.

#### Transports à la demande
- Le service de Transport Intercommunal du Pays de Niederbronn-les-Bains (TI'GO)[6].

### Intercommunalité
Commune membre de la Communauté de communes du Pays de Niederbronn-les-Bains.

### Urbanisme
Plan local d'urbanisme intercommunal du Pays de Niederbronn-les-Bains, approuvé le 21/09/2020,.
Schéma de cohérence territoriale de l'Alsace du Nord.

## Toponymie
Anciennes mentions : Eberbach (1793), Eberbach-Niederbronn (1801), Eberbach-Woerthe (sans date).

## Histoire
La commune d'Eberbach-Wœrth a été réunie, avec Griesbach, (commune associée depuis le 1er septembre 1973) à Gundershoffen.

## Politique et administration
| Période                                  | Période  | Identité      | Étiquette | Qualité                  |
| ---------------------------------------- | -------- | ------------- | --------- | ------------------------ |
| Les données manquantes sont à compléter. |          |               |           |                          |
| mai 2020                                 | en cours | Georges Meyer | DVD-LR    | maire délégué d'Eberbach |

### Budget et fiscalité 2023 de la commune de Gundershoffen

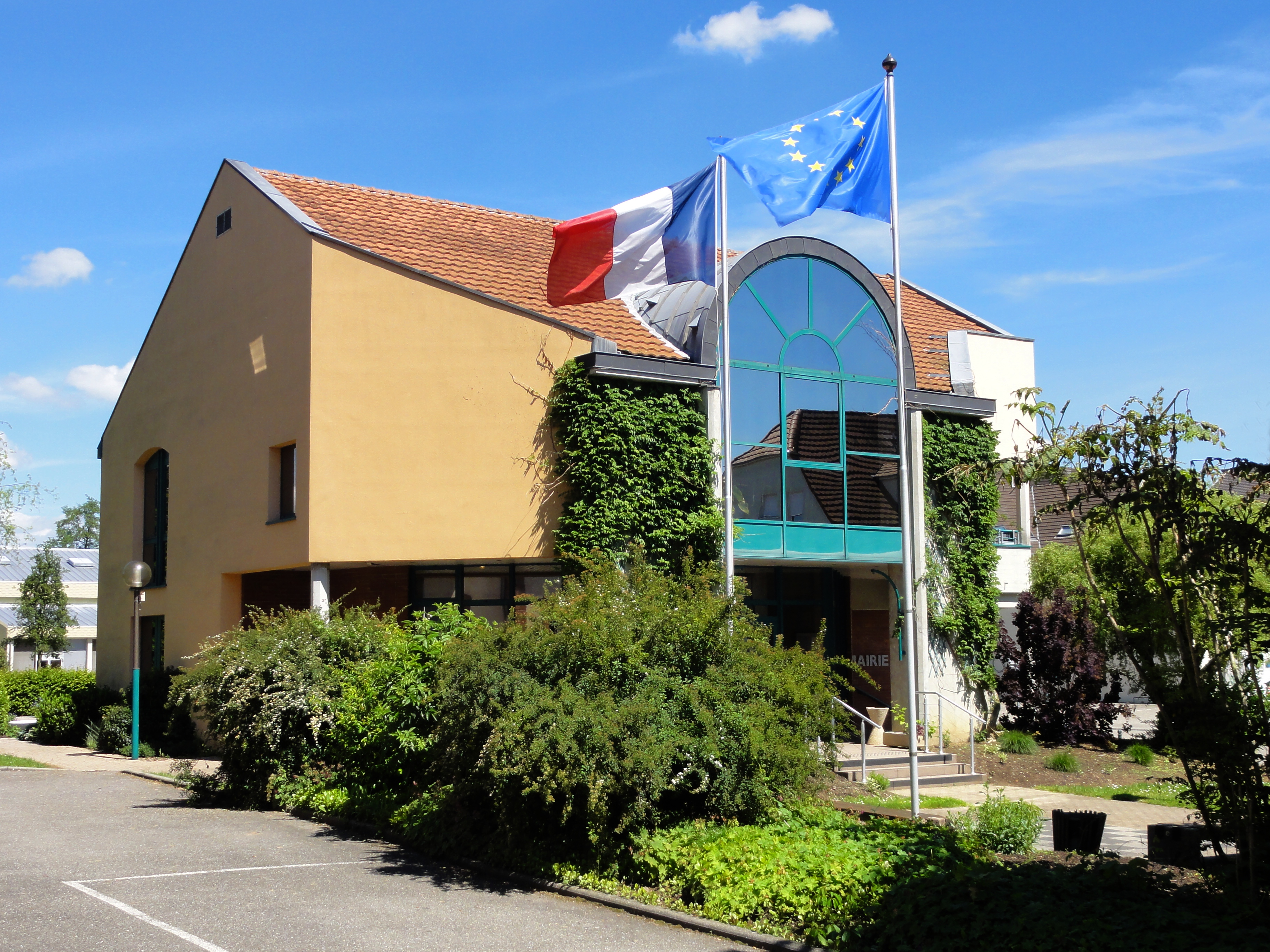
Mairie de Gundershoffen.

En 2023, le budget de la commune était constitué ainsi, pour 
3 774 habitants,:
- total des produits de fonctionnement : 2 901 000 €, soit 759 € par habitant ;
- total des charges de fonctionnement : 2 791 000 €, soit 730 € par habitant ;
- total des ressources d'investissement : 2 850 000 €, soit 746 € par habitant ;
- total des emplois d'investissement : 2 265 000 €, soit 593 € par habitant ;
- endettement : 5 152 000 €, soit 1 348 € par habitant.

Avec les taux de fiscalité suivants :
- taxe d'habitation : 12,21 % ;
- taxe foncière sur les propriétés bâties : 27,81 % ;
- taxe foncière sur les propriétés non bâties : 68,30 % ;
- taxe additionnelle à la taxe foncière sur les propriétés non bâties : 0 % ;
- cotisation foncière des entreprises : 0 %.

Chiffres clés Revenus et pauvreté des ménages en 2021 : médiane en 2021 du revenu disponible, par unité de consommation : 24 180 €.

## Population et société

### Démographie

#### Évolution démographique
| 1946 | 1954 | 1962 | 1968 |
| ---- | ---- | ---- | ---- |
| 206  | 182  | 181  | 212  |

### Enseignement
Établissements d'enseignements :
- Écoles maternelles[16],
- Écoles primaires,
- Collèges à Reichshoffen, Mertzwille, Wœrth,
- Lycées à Walbourg, Haguenau.

### Santé
Professionnels et établissements de santé :
- Médecins généralistes, pédiatre, orthophoniste, psychologue, chirurgiens-dentistes, ostéopathe, kinésithérapeutes, cabinet infirmier,
- Pharmacies,
- Hôpitaux : Hôpital civil de Haguenau, Hôpital du Neuenberg à Ingwiller[18],
- Hôpitaux universitaires de Strasbourg,
- Clinique vétérinaire.

### Cultes
- Culte catholique, Communauté de paroisses Zinsel du Nord[19], Diocèse de Strasbourg.
- Paroisse protestante de Gundershoffen (Griesbach)[20].
- Confession Israélite[21].

## Héraldique
| Blason de Eberbach-Wœrth | Blason  | De gueules à la hure de sanglier d'argent,. |
| Blason de Eberbach-Wœrth | Détails |                                             |

## Économie

### Entreprises et commerces

#### Agriculture
- Culture et élevage.
- Ferme Meyer. Volailles et foie gras, ovins[24],[25],[26].
- Ancien moulin à farine dit Moulin Inférieur[27].
- Ancien moulin à farine dit Moulin Supérieur, scierie.

#### Tourisme
- Distinction « Commune nature »[28] le 23 novembre 2021, par la Région Grand Est et l’Agence de l’eau Rhin-Meuse[29] avec 3 libellules.
- Label « Villes et villages fleuris » en 2021, avec 2 fleurs.
- Hôtels-restaurants[30],[31].
- Gîtes ruraux.
- Chambres-d'hôtes.

#### Commerces et services
- Commerces et services de proximité[32].

Restaurants (à la couronne...)
Ancien moulin (XVIIIe et XIXe siècles), actuellement Hôtel "Le Moulin" et "Restaurant Jardins du Moulin".
- Banque Crédit Mutuel.
- La poste.
- Super U[34].
- Menuiseries Tryba[35].
- Ancienne usine de production de papier héliographique[36],[37].
- La fabrique Bretzel[38],[39].

## Lieux et monuments

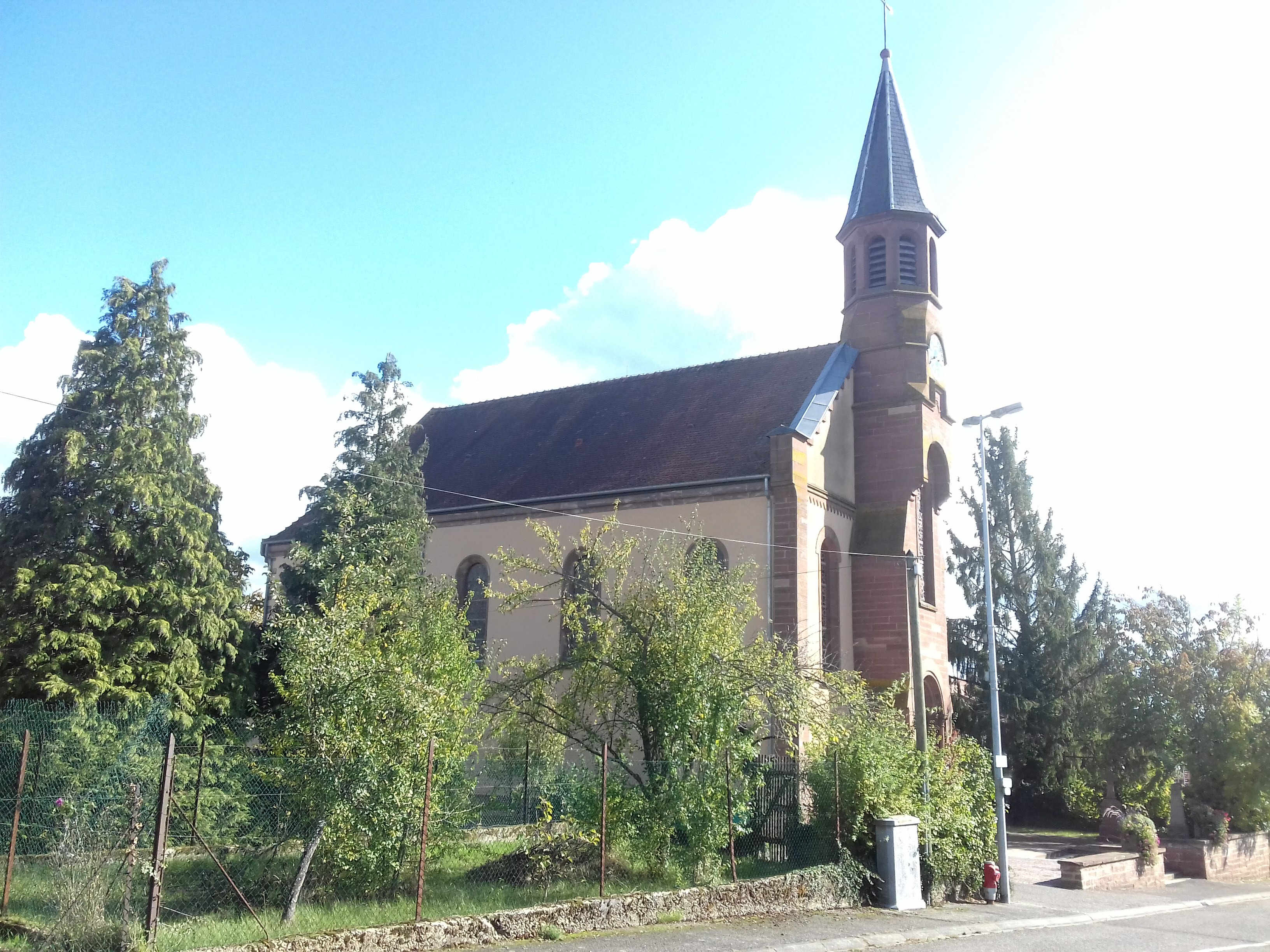
Église Saint-Wendelin d'Eberbach-Woerth.
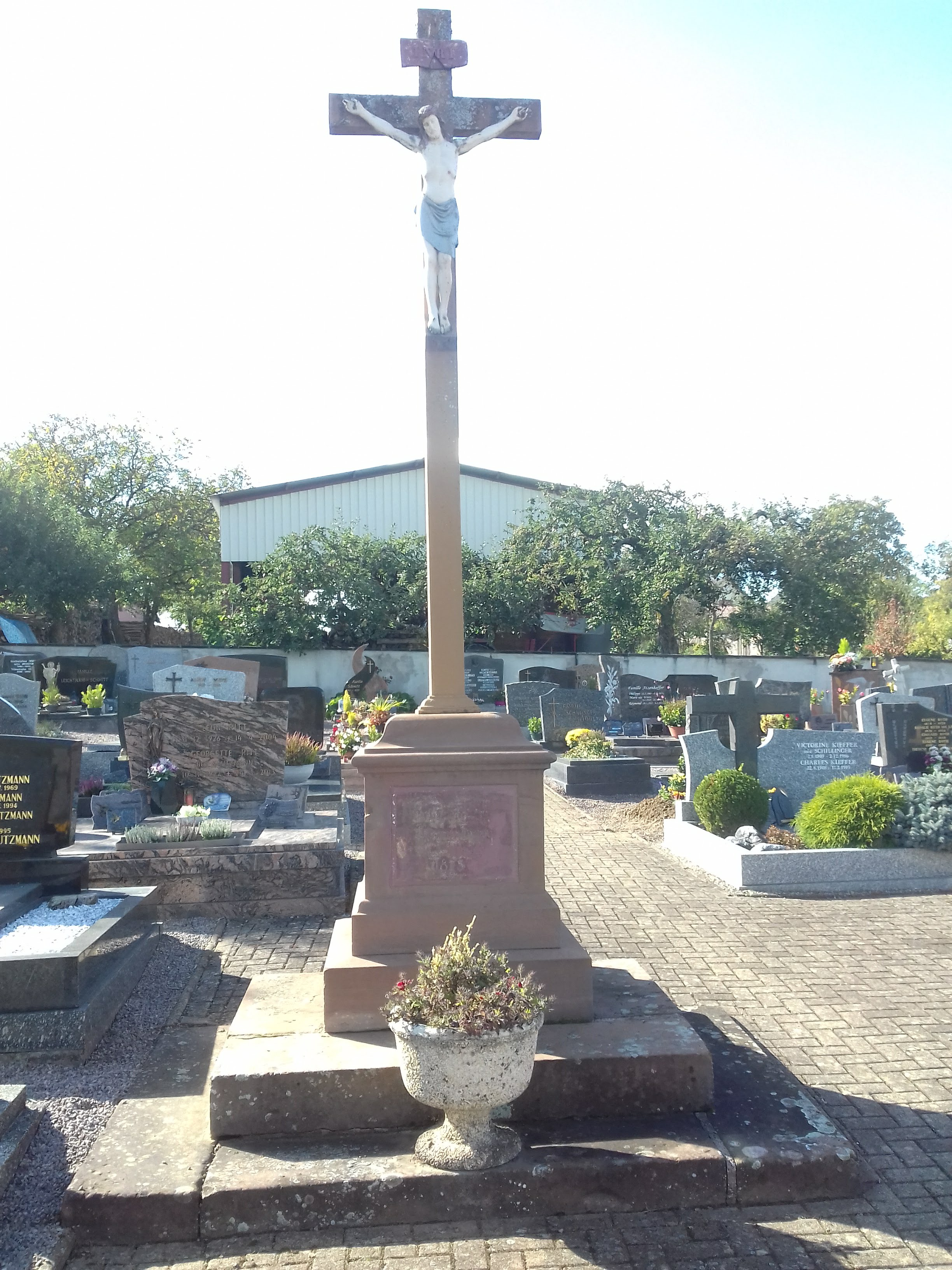
Croix de cimetière.
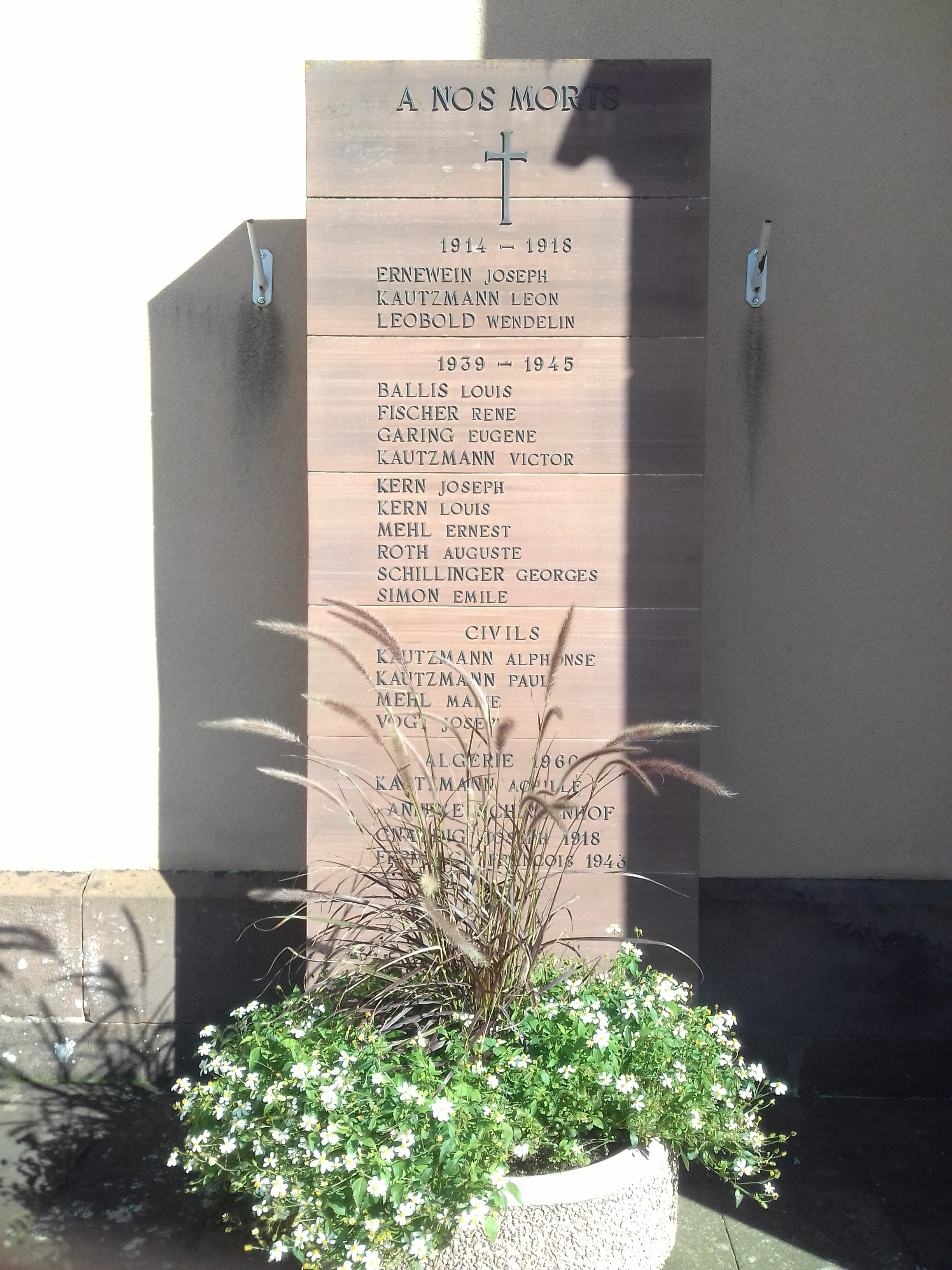
Monument aux morts 14-18 et 39-45.
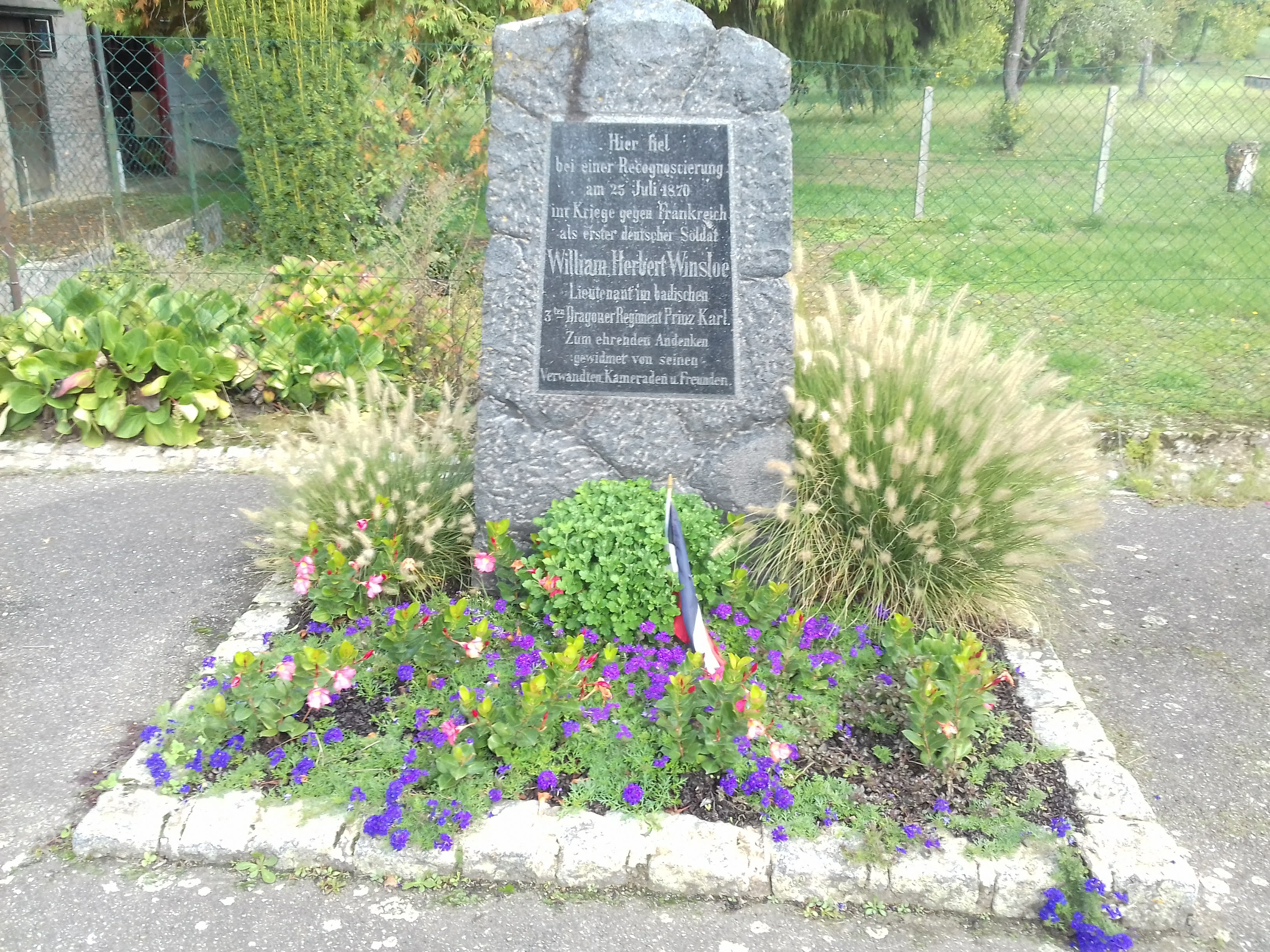
Mémorial prussien 1870.

- Église paroissiale Saint-Wendelin d'Eberbach[40].

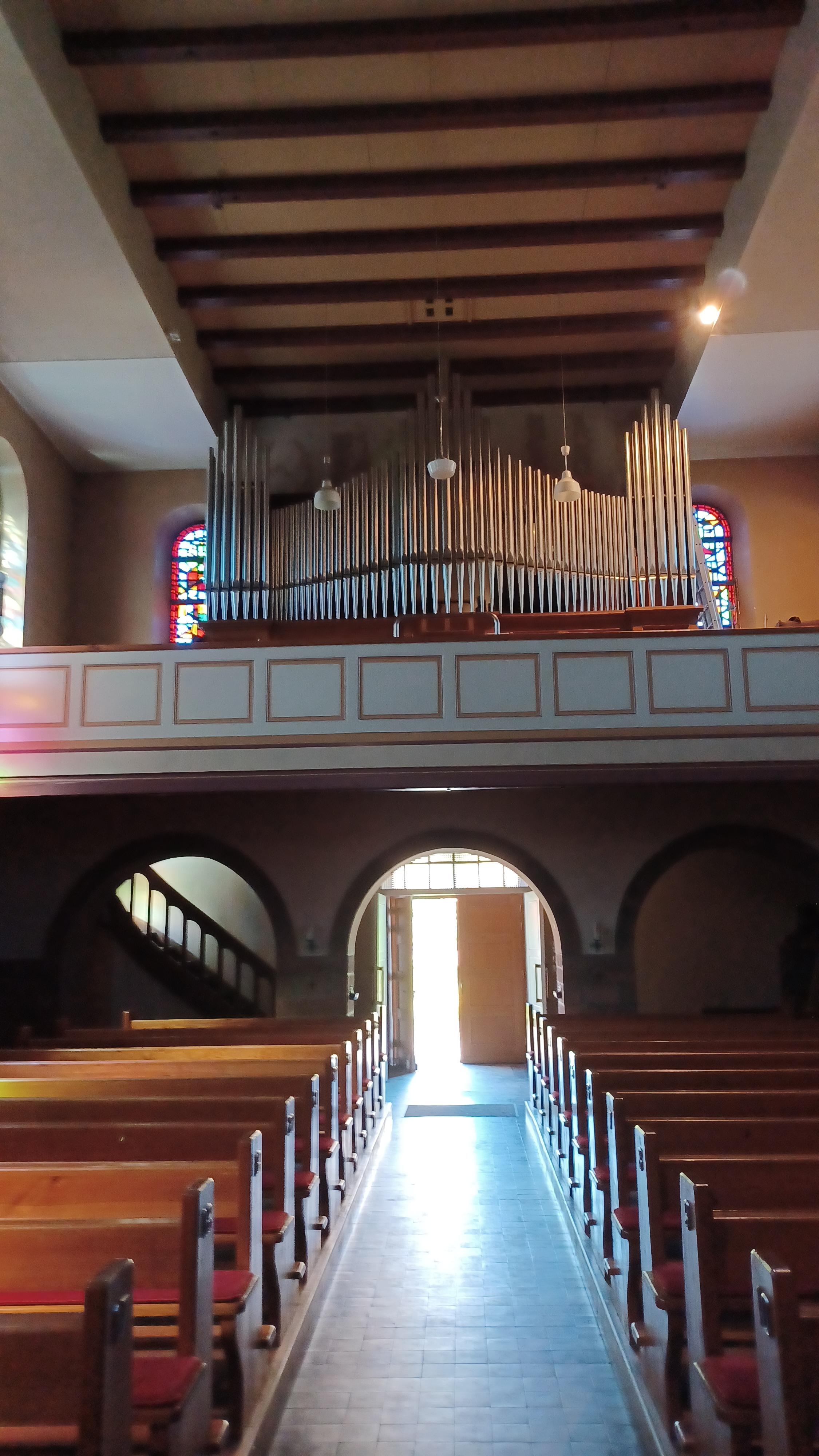
Orgue de l'église.

L'église de Eberbach-Wœrth a été construite à la fin du XIIIe siècle. Mais, seule l'élévation ouest date de cette époque, comme en témoigne le millésime 1877, car le reste de l'édifice a été reconstruit après les bombardements de la guerre 1939-1945,
Orgue Louis Blessing, 1958,
Presbytère.
- Croix de cimetière.
- Monuments de commémoration :

Stèle : Conflits commémorés : Guerres de 1914-1918 - 1939-1945 - AFN-Algérie (1954-1962),
Tombe du 06 août 1870 à Eberbach du Capitaine Malraison, 6e régiment de lanciers,
Mémorial prussien.